# Ceraclea hastata
Ceraclea hastata är en nattsländeart som först beskrevs av Lazar Botosaneanu 1970.  Ceraclea hastata ingår i släktet Ceraclea och familjen långhornssländor. Inga underarter finns listade i Catalogue of Life.